# Gondosuli (Muntilan)
Gondosuli is een bestuurslaag in het regentschap Magelang van de provincie Midden-Java, Indonesië. Gondosuli telt 3605 inwoners (volkstelling 2010).